# لعوق
اللعوق (بالإنجليزية: Linctus)‏ هو شراب طبي يستعمل لعلاج التهاب الحلق والسعال. يفترض استعماله علاجا للسعال وبالتحديد لعلاج السعال الجاف.

## المكونات
يتكون اللعوق من العسل والسكر، وقد يحتوي أيضا على الكودين.

## الفعالية
فعالية اللعوق محل جدل، لكنه بصورة عامة جيد الطعم وذو تأثير وهمي.